# Centrophorus
Centrophorus ist eine Haigattung aus der Familie der Schlingerhaie (Centrophoridae), die in allen Weltmeeren in tieferen Meeresbereichen vorkommt.

## Merkmale
Centrophorus-Arten erreichen ausgewachsen eine Gesamtlänge von 80 bis 170 cm. Die Haie sind je nach Art unterschiedlich hell- bis dunkelgrau, graubraun oder auf der Rückenseite schwärzlich und auf der Bauchseite hell gefärbt. Die Ränder der Flossen können hell oder dunkel abgesetzt sein, die Augen irisieren grünlich. Der Rumpf ist zylindrisch; die Haut ist hart und mit großen blatt-, dornen- oder kieselsteinförmigen Hautzähnchen besetzt. Je nach Form der Hautzähnchen fühlt sich die Haut rau oder glatt an. Wie bei allen Dornhaiartigen fehlt die Afterflosse. Die Schwanzflosse ist kurz vor ihrer Spitze deutlich eingebuchtet. Die Schnauze ist abgeflacht und von oben gesehen breit parabolisch geformt oder leicht zugespitzt und in der Seitenansicht eckig bis rund. Im Oberkiefer befinden sich 30 bis 45 Zahnreihen, im Unterkiefer sind es 24 bis 35. Die Zähne in beiden Kieferhälften sind groß und klingenähnlich mit breiten Basen und Kronen, die Zähne im Unterkiefer sind viel größer als die Zähne im Oberkiefer. Die Seiten der Unterkieferzähne sind bei ausgewachsenen Tieren oft gesägt. Die hinteren, freien Spitzen der Bauchflossen sind nicht breit abgerundet, sondern eckig bis länglich und zugespitzt. Die Klaspern der Männchen verfügen über einen lateralen Stachel. Die Zweite Rückenflosse ist kleiner als die Erste. Ihre Basis hat nur die Hälfte bis drei Viertel der Länge der Basis des ersten Rückenflosse. Der Beginn der zweiten Rückenflosse liegt zwischen dem letzten Drittel der Bauchflossenbasis bis etwas hinter den freien Spitzen der Bauchflossen. Der der zweiten Rückenflosse vorstehende Stachel ist genau so groß oder etwas großer als der Stachel der ersten Rückenflosse. Er ist leicht gebogen und reicht nicht bis zur Spitze der Rückenflosse. Insgesamt haben Centrophorus-Arten 106 bis 131 Wirbel, davon sind 49 bis 64 monospondyle Wirbel und 77 bis 92 sind Präcaudalwirbel. Der Spiraldarm hat 10 bis 30 Umgängen.

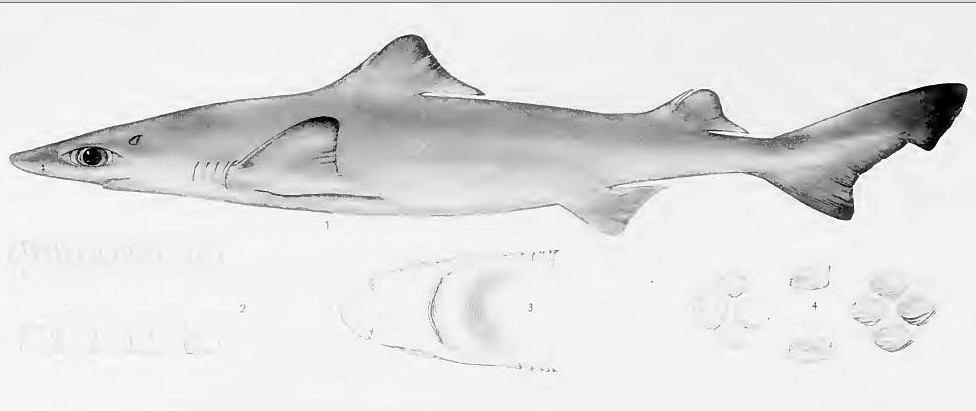
Centrophorus atromarginatus

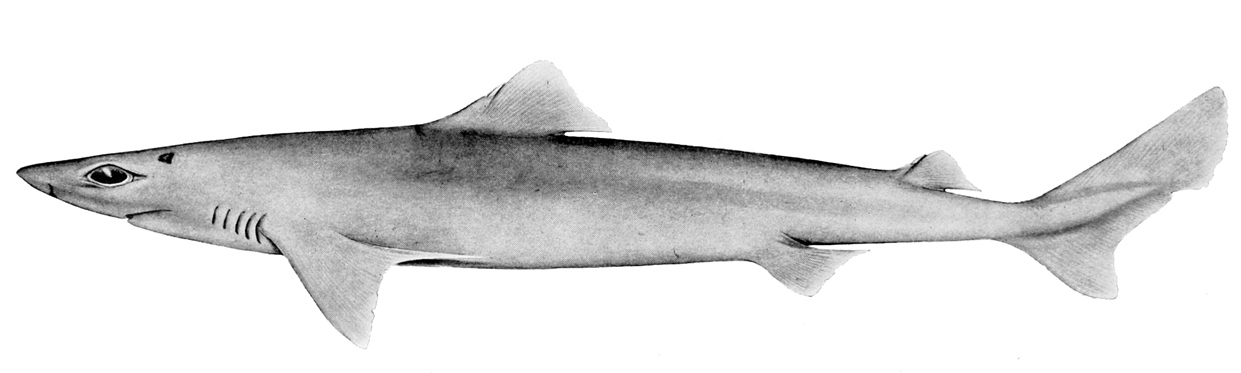
Centrophorus moluccensis

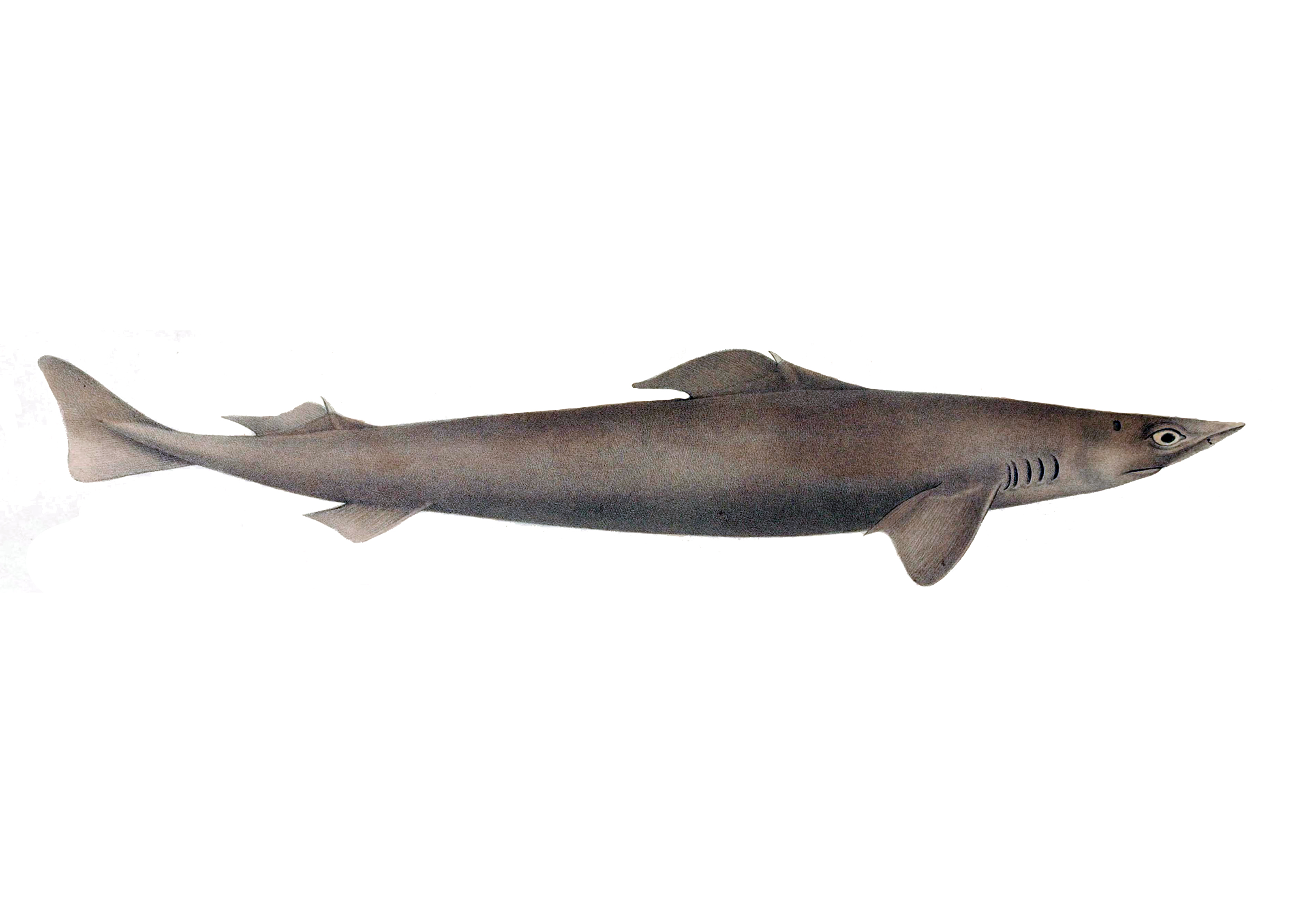
Centrophorus squamosus

## Arten
Aktuell gibt es 13 gültige Arten:
- Zwerg-Schlinghai (Centrophorus atromarginatus Garman, 1913)
- Schlinghai (Centrophorus granulosus (Bloch & Schneider, 1801))
- Harrison’s Schlinghai (Centrophorus harrissoni McCulloch, 1915)
- Schwarzflossen-Schlinghai (Centrophorus isodon (Chu, Meng & Liu, 1981))
- Centrophorus lesliei White, Ebert & Naylor, 2017
- Centrophorus longipinnis White, Ebert & Naylor, 2017
- Lusitanischer Schlingerhai (Centrophorus lusitanicus Barbosa du Bocage & Brito Capello, 1864)
- Kleinflossen-Schlinghai (Centrophorus moluccensis Bleeker, 1860)
- Centrophorus seychellorum Baranes, 2003
- Blattschuppen-Schlinghai (Centrophorus squamosus (Bonnaterre, 1788))
- Mosaik-Schlinghai (Centrophorus tesselatus Garman, 1906)
- Centrophorus uyato (Rafinesque 1810)
- Centrophorus westraliensis White, Ebert & Compagno, 2008